# Georg Friedrich von Waldeck
Georg Friedrich von Waldeck, (ur. 31 stycznia 1620 w Arolsen, zm. 19 listopada 1692 tamże) – niemiecki marszałek polny i holenderski generał.

## Życiorys
Był synem hrabiego Waldeck Wolrada IV (1588-1640) i Anny z Badenii-Durlach (1587-1649). Rozpoczął służbę w 1641 w armii Zjednoczonych Prowincji Niderlandów. W 1651 przeszedł do służby w armii brandenburskiej, gdzie osiągnął rangę ministra. Całkowicie zmienił politykę zagraniczną porzucając sojusz z Cesarstwem i wszedł w koalicję z książętami protestanckimi. W 1656 przyczynił się do sojuszu Brandenburgii ze Szwecją. Walczył przeciwko Polsce. Dowodził siłami brandenburskimi w przegranej bitwie pod Prostkami. W bitwie pod Warszawą dowodził kawalerią. Gdy w 1658 roku elektor brandenburski Fryderyk Wilhelm zawarł pokój z Rzecząpospolitą, przeciwny temu Waldeck został zdymisjonowany. Pod wodzą króla Szwecji Karola X Gustawa walczył przeciwko Danii, jako marszałek polny Rzeszy niemieckiej walczył w 1664 w bitwie pod Szentgotthárd.
W 1683 dowodził wojskami bawarskimi w bitwie pod Wiedniem. W 1685 walczył w służbie księcia Lotaryngii i elektora Bawarii. Po wyjeździe Wilhelma III Orańskiego do Anglii Waldeck został Generał-Kapitanem w Holandii. W 1689 Waldeck bronił Niderlandów Południowych i linii Renu przeciwko wojskom francuskim. Wygrał bitwę pod Walcourt, jednak poniósł ciężką klęskę w 1690 pod Fleurus walcząc z armią Marszałka Luxembourga.
W następnym roku znowu dał się wymanewrować przez Luxembourga i przegrał bitwę pod Leuze. Po tej porażce Waldeck został szefem sztabu armii holenderskiej.